# 白马啸西风
《白马啸西风》，金庸短篇武侠小说，描写了哈薩克人、漢人之间的情仇，主人公是位名叫李文秀的汉族姑娘，父母因帶著高昌迷宮地圖被強盜追迫而死，單獨留下李文秀在哈薩克族中被旅居大漠的漢人計老人撫養長大。《白马啸西风》的连载版、修订版有很大的不同。“旧版”的《白马啸西风》曾经被倪匡贬为“不通”，修订版的《白马》则“通了”。此小說乃金庸小說中短篇的一部，故出版单行本时，往往与其它作品合为一本，如与《雪山飛狐》收录于同一本书裡面。

## 故事情节
汉人女孩李文秀的父母，因擁有寶藏線索的「高昌迷宮地图」被漢人强盗在草原上杀害，仍为孩童的李文秀骑着奔驰的白马逃命，来到哈萨克族人的部落裡，被一位寄居回疆的汉人——计老人收养下来。童年的李文秀与哈萨克族小男生苏普结为亲密的伙伴，但因为苏普父亲对汉人的唾弃而不能交往。
十年之后，已十七、八歲的李文秀在戈壁沙漠遇到殺害她父母的其中五名漢人强盗，本想引他們入沙漠同歸於盡，卻於一个绿洲裡遇到了隐居的武林高手华辉。李文秀幫華輝拔出插在他背上十多年的三枚毒针，华辉非常感激，教李文秀用毒針和武功殺死五名強盜，之後華輝收李文秀为弟子，并教她武功。兩年後，李文秀已擁有一等一高手的武功。
一個暴风雪天，裝扮成男子的李文秀到華輝處練功後回家，意外见到了苏普父子和苏普的新恋人阿曼，他们是路过躲避暴风雪的。这时，当年杀害李文秀父母的強盗首领陈达海也来到李文秀家躲避暴风雪。李文秀暗中向計老人表示不要揭穿其身份，向眾人假裝也是來避風雪的過路人。蘇普向計老人打聽李文秀的下落，在李文秀的暗中示意下，計老人謊稱李文秀早已病死。當年陳達海等人殺害李文秀父母後仍找不到「高昌迷宮地圖」，認為是藏在逃脫了的李文秀身上，於是多年來在草原部落間尋找李文秀。他們聽到計老人原來曾收養一漢人女孩，就認定那女孩就是他們尋找多年的人。雖然陳達海聽到計老人稱李文秀已死，但仍迫計老人交出李文秀的「遺物」。陈达海洗劫房子后，發現李文秀的一條手帕，就是他們尋找多年的「高昌迷宮地圖」，取得地圖的陈达海欲杀苏普父子等人灭口，但李文秀出手打敗陳達海，救出苏普父子，但陳達海卻趁亂携地圖逃脫了。
陈达海靠着地图找到了迷宫，李文秀与苏普父子帶領一眾哈薩克族人亦追赶而至。众人在迷宫盡頭發現所谓的宝藏不过是中原随处可见的毛笔、围棋等普通物品。在迷宫中，隨行的哈薩克族人、馬匹駱駝先後無緣無故地暴斃，阿曼被抓走，众人疑受到了“鬼怪”的袭击，李文秀卻看出死去的人畜是中毒針而死，懷疑是師父華辉所為。
眾人終在迷宮中找到阿曼，得知她被父親車爾庫的仇人瓦耳拉齊所擄，後來瓦耳拉齊出現並與車爾庫、蘇普父子、李文秀等人惡鬥，眾人不敵瓦耳拉齊而李文秀快被擊倒之時，計老人突然出手救了李文秀，最後計老人與瓦耳拉齊惡戰後兩敗俱傷。此時李文秀發現瓦耳拉齊就是自己的師父華輝，而計老人只是一個三十來歲的壯年人，是瓦耳拉齊的漢人徒弟馬家駿。
身受重傷的瓦耳拉齊和馬家駿最後向李文秀及哈薩克族人讲述之前的故事。廿年前瓦耳拉齐心儀阿曼母亲雅麗仙，但雅麗仙最後嫁给車爾庫，瓦耳拉齐欲殺死車爾庫不遂被族人所逐，因而逃往中原，改用漢名華輝，並学得一身武功，并教了个汉人徒弟马家骏。多年後瓦耳拉齐帶同徒弟馬家駿返回哈萨克部落，为了报复先用毒針殺害雅麗仙，又命马家骏在井水中下毒，马家骏不忍下毒，與瓦耳拉齐反目後用毒針刺伤他之后逃走了，从此瓦耳拉齐居于迷宫之内，而馬家駿亦易容化名為计老人，寄居哈萨克部落中，亦剛好收養父母雙亡的李文秀。馬家駿見李文秀施展師父的武功打倒陳達海，得知瓦耳拉齐尚在人間，本希望與李文秀返回中原，但最後仍要與師父瓦耳拉齐打了起来，最终双双丧命。瓦耳拉齐臨終前告訴李文秀，他暗中將陈达海手中的地圖修改，陳達海等一眾強盜定會在大漠中迷途，饑渴而死。
李文秀为两位无血缘关系的亲人的死，也为不能与相爱的苏普在一起而十分悲痛，决定离开回疆，返回中原。

## 主要人物
- 李文秀——小说主角之一，長居新疆大漠，跟蘇普有青梅竹馬之情誼，但後不忍蘇普被他父親虐打，所以用計令蘇普對自己死心。後成華輝的徒弟。武功『星月争辉』
- 華輝——『一指震江南』；李文秀、馬家駿 (計老人) 的師父，原本是哈薩克族人瓦耳拉齊。最終與馬家駿在高昌迷宮內同歸於盡
- 白馬李三——李文秀父親，小说剛开头时即喪命。
- 上官虹——『金銀小劍三娘子』；李文秀母親，小說剛開頭時即喪命。
- 蘇普——哈薩克青年，跟李文秀有青梅竹馬之情誼，但後來與阿曼墜入愛河。
- 阿曼——哈薩克少女，容色絕麗，蘇普情人。
- 陳達海——呂梁三傑中老三，殺害李三和上官虹的兇手，原是鏢師，一直追殺李文秀，後被李文秀打到重傷。
- 霍元龍——『神刀震關西』；呂梁三傑中老大
- 史仲俊——『梅花槍』；呂梁三傑中老二，上官虹之師兄，被上官虹所刺，最後在史仲俊的請求下，陳達海一劍刺死他。
- 丁同——『兩頭蛇』；被計老人打死
- 馬家駿——哈薩克人瓦耳拉齊徒弟，因師父要求於井中下毒，而於心不忍，反以三針刺向師父，而後易容並化名計老人於回部，撫養李文秀長大。後在高昌迷宮中被瓦爾拉齊殺死。

## 改編作品

### 電視劇
- 1979年，《白馬嘯西風》，香港麗的電視，楊盼盼飾李文秀

- 1982年，《白馬嘯西風》，24集，臺灣電視公司，姜大衛、關聰主演